# Yohualtecuhtli

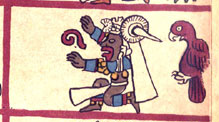
Yohualtecuhtli

Yohualtecuhtli (en náhuatl "señor de la noche") era el dios mexicano de la noche y protegía el sueño de los niños.
Junto con Yacahuitztli ambas deidades parecen descender de ancestros comunes del panteón Mesoamericano. Los autores coloniales identifican Yohualtecuhtli como un señor de las horas nocturnas y Yacahuitztli era uno de su advocaciones, asociado con la puesta del sol. Las fuentes clásicas lo asocian por extensión a la muerte, el nacimiento, la incineración, las conclusiones del período y la colocación de un trono en la Creación. Este trono se consideró que sería una de las tres piedras del corazón original; este corazón es el centro de las casas mayas, que era una imagen a escala del modelo del universo, ya que se considera que las estrellas localizadas bajo el Cinturón de Orión forman un corazón. Yohualtecuhtli y Yacahuitztli se identifican en esta región con Orion, ubicado en la Quinta Capa del Cielo.